# おはよう&よふかしゴーちゃん。
『おはようゴーちゃん。』および『よふかしゴーちゃん。』は、テレビ朝日(関東ローカル)で2011年7月4日から放送を開始した番宣番組である。番組名や放送時間は違うが番組内容はほぼ同じなので同記事に記す。

## 番組概要
- 2011年5月10日に登場したテレビ朝日のマスコットキャラクターゴーちゃん。がオープニングに登場して、テレビ朝日の番組だけでなく映画やイベントなども紹介している。

## 放送時間
- おはようゴーちゃん。
  - 月曜日 3:55 - 4:00
- よふかしゴーちゃん。
  - 土曜日 2:20 - 2:26（朝まで生テレビ!放送日を除く）
  - 土曜日 1:20 - 1:25（朝まで生テレビ!放送日のみ）

| テレビ朝日 月曜日 4:50-4:55枠             | テレビ朝日 月曜日 4:50-4:55枠      | テレビ朝日 月曜日 4:50-4:55枠 |
| 前番組                                    | 番組名                             | 次番組                        |
| ----------------------------------------- | ---------------------------------- | ----------------------------- |
| TVクリップ                                | おはようゴーちゃん。 （2011.7 - ） | -----                         |
| テレビ朝日 金曜日 4:25-4:30枠             |                                    |                               |
| おはよう5ch                               | おはようゴーちゃん。 （2011.7 - ） | -----                         |
| テレビ朝日 月曜日火曜日木曜日 2:21-2:35枠 |                                    |                               |
| テレ朝V                                   | よふかしゴーちゃん。 （2011.7 - ） | -----                         |
| テレビ朝日 水曜日 2:31-2:45枠             |                                    |                               |
| テレ朝V                                   | よふかしゴーちゃん。 （2011.7 - ） | -----                         |
| テレビ朝日 金曜日 1:45-1:50枠             |                                    |                               |
| テレ朝V                                   | よふかしゴーちゃん。 （2011.7 - ） | -----                         |